# Hüsker Dü
Hüsker Dü byla americká kapela založená roku 1979 v Minneapolis v Minnesotě. Název vychází z dánštiny, znamená Pamatuješ si? či Vzpomínáš si? Jejími členy byli kytarista/zpěvák Bob Mould, baskytarista Greg Norton a bubeník/zpěvák Grant Hart. Rozpadla se v roce 1988.
Do své tvorby začleňovala prvky mnoha žánrů, např. hardcoru, punku, noise, folku, country, rocku.

## Diskografie

### Studiová alba
- Everything Falls Apart (1983)
- Zen Arcade (1984)
- New Day Rising (1985)
- Flip Your Wig (1985)
- Candy Apple Grey (1986)
- Warehouse: Songs and Stories (1987)

### EP
- Metal Circus (1983)
- Sorry Somehow (1986)